# William Elphinstone
Pour les articles homonymes, voir Elphinstone.
William Elphinstone, né à Glasgow entre 1431 et 1437 et mort le 25 octobre 1514 à Édimbourg, est un prélat écossais. 

## Biographie
Il professa le droit canon à Paris et fut utilisé par Jacques III puis d'Édouard IV et de Jacques IV pour des négociations auprès de Louis XI et de l'empereur Maximilien. 
En récompenses de ses services, il obtient l'évêché de Ross puis celui d'Aberdeen ainsi que le titre de chancelier d’Écosse. 
Elphinstone est à l'origine du développement de l'université d'Aberdeen qu'il a fondée. On lui doit une Histoire d’Écosse, restée sous forme de manuscrit, qui est conservé à Oxford à la bibliothèque Bodléienne. 